# Soham
Soham est une petite ville et une paroisse civile du Cambridgeshire, en Angleterre. Elle est située à une vingtaine de kilomètres au nord-est de la ville de Cambridge, près de la route A142 (en) entre Ely et Newmarket, dans le comté voisin du Suffolk. Administrativement, elle relève du district de l'East Cambridgeshire. Au moment du recensement de 2011, elle comptait 10 860 habitants, et au recensement de 2021, elle comptait 10 613 habitants.

## Étymologie
Le nom Soham dérive du vieil anglais et désignerait un domaine (hām) situé près d'un étang marécageux (*sǣge). Il est attesté sous la forme Saham dans le Domesday Book.

## Histoire
- Un monastère est fondé à Soham vers 630 par Félix de Burgondie, le premier évêque des Angles de l'Est. Cette abbaye est détruite vers 870, lors des invasions vikings.
- L'esclave affranchi Olaudah Equiano vit quelque temps à Soham à la fin du XVIIIe siècle.
- Le 2 juin 1944, le village manque d'être détruit par l'explosion d'un convoi de munitions. Un mémorial de l'événement a été inauguré en 2007.

## Personnalités liées à la ville
- Nick Pope, footballeur anglais, y est né le 19 avril 1992.

## Jumelages
- Andrézieux-Bouthéon (France) depuis 2006.